# یان جاس بوس
یان جاس بوس (انگلیسی: Jan-Just Bos؛ ۲۸ ژوئیه ۱۹۳۹ – ۲۴ مارس ۲۰۰۳ (aged 63)) ورزشکار روئینگ اهل پادشاهی هلند بود.
وی در مسابقات کشوری و بین‌المللی در مجموع برندهٔ ۱ مدال برنز شده‌است.